# Saint-Paul-des-Landes
Saint-Paul-des-Landes ist eine französische Gemeinde mit 1.538 Einwohnern (Stand: 1. Januar 2022) im Département Cantal in der Region Auvergne-Rhône-Alpes. Die Gemeinde gehört zum Arrondissement Aurillac und zum Kanton Saint-Paul-des-Landes (bis 2015: Kanton Aurillac-2).

## Geografie
Saint-Paul-des-Landes liegt etwa zehn Kilometer westlich von Aurillac. Auf einem Abschnitt der nördlichen Gemeindegrenze verläuft das Flüsschen Meyrou, dem auch sein Zufluss Négro zustrebt. Im Süden wird das Gemeindegebiet von der Auze durchquert, die hier auch noch Ruisseau de Lacamp genannt wird. Umgeben wird Saint-Paul-des-Landes von den Nachbargemeinden Ayrens im Norden und Nordosten, Teissières-de-Cornet im Nordosten, Crandelles im Osten, Ytrac im Süden und Südosten, Lacapelle-Viescamp im Süden und Südwesten, Saint-Étienne-Cantalès im Westen sowie Nieudan im Nordwesten.

## Bevölkerungsentwicklung
| Jahr                       | 1962 | 1968 | 1975 | 1982 | 1990 | 1999 | 2006 | 2016 |
| Einwohner                  | 539  | 615  | 789  | 1003 | 1105 | 1100 | 1332 | 1536 |
| Quellen: Cassini und INSEE |      |      |      |      |      |      |      |      |

## Sehenswürdigkeiten

Kirche Saint-Paul

- Kirche Saint-Paul
- Schloss Leybros
- Schloss L’Hospital